# Нормальная форма Смита
Нормальная форма Смита — это диагональная (не обязательно квадратная) матрица над областью главных идеалов, каждый следующий диагональный элемент которой делится на предыдущий. Любую матрицу над областью главных идеалов можно привести к нормальной форме Смита путём умножения слева и справа на обратимые матрицы.

## Формулировка
Для любой матрицы {\displaystyle A} размера {\displaystyle m\times n} над областью главных идеалов {\displaystyle R} существуют такие обратимые над {\displaystyle R} матрицы {\displaystyle B} и {\displaystyle C}, что {\displaystyle BAC=\mathrm {diag} (g_{1},g_{2},\ldots ,g_{p},0,\ldots ,0)}, где {\displaystyle g_{i+1}} делится на {\displaystyle g_{i}}. Здесь {\displaystyle \mathrm {diag} (g_{1},g_{2},\ldots ,g_{p},0,\ldots ,0)} обозначает матрицу размера {\displaystyle m\times n} с указанными диагональными элементами и нулями на остальных позициях.

## Применения
Из теоремы о нормальной форме Смита следует известная теорема о структуре конечнопорожденных модулей над областями главных идеалов. В частности, если {\displaystyle R} — кольцо целых чисел, то из нормальной формы Смита получается теорема о строении конечнопорожденных абелевых групп, а если {\displaystyle R=F[t]} — кольцо многочленов над алгебраически замкнутым полем {\displaystyle F}, то из нее можно вывести теорему о жордановой форме линейного оператора.